# Châtellerault
Châtellerault je mesto in občina v zahodni francoski regiji Poitou-Charentes, podprefektura departmaja Vienne. Leta 2011 je mesto imelo 31.902 prebivalcev.

## Geografija
Kraj leži v srednjezahodni francoski pokrajini Touraine ob reki Vienne, 37 km severno od Poitiersa. Severno od mesta se v Vienne izliva reka Clain.

## Administracija
Châtellerault je sedež treh kantonov:
- Kanton Châtellerault-Jug (del občine Châtellerault, občina Naintré, Senillé: 14.577 prebivalcev),
- Kanton Châtellerault-Sever (del občine Châtellerault, občina Saint-Sauveur: 18.099 prebivalcev),
- Kanton Châtellerault-Zahod (del občine Châtellerault, občini Colombiers, Thuré: 23.728 prebivalcev).

Mesto je prav tako sedež okrožja, v katerega so poleg njegovih vključeni še kantoni Dangé-Saint-Romain, Lencloître, Loudun, Moncontour, Monts-sur-Guesnes, Pleumartin, Saint-Gervais-les-Trois-Clochers, Trois-Moutiers in Vouneuil-sur-Vienne s 109.202 prebivalci.

## Zgodovina
Mesto Châtellerault je bilo pomembno oporišče na močvirnatem ozemlju Poitouja, ustanovljeno pod grofi Poitiersa v 10. stoletju. Njihov predstavnik v mestu Vicomte de Châtellerault je bil imenovan za časa Airauda, verjetno sorodnika grofov Auvergna in akvitanskih vojvodov; njegovi nasledniki so nosili naziv viskonta do sredine 11. stoletja.
Hči Aymerika I., Ænor de Châtellerault (ca. 1103- ca. 1130) je bila žena Viljema X. Akvitanskega in mati Eleanore Akvitanske.
Naziv viskonta je sčasoma prešel na tri plemiške družine: La Rochefoucauld, Lusignan, od 13. stoletja do francoske revolucije pa tudi na družino Harcourt. 
V odgovor na usluge Škotski in Franciji je bil naslov Duc de Châtellerault(1548) podeljen škotskemu regentu v času Marije I. (1542-1587) in arranskemu grofu Jamesu Hamiltonu. Ta naslov, čeprav brez koristi, je še danes sporna točka med potomci Arrana, vojvodi Abercorna in Hamiltoni.
Châtellerault je bil od 1816 do 1968 središče orožarske industrije. »Manufacture Nationale d'Armes de Châtellerault« je bila ena od štirih glavnih tovarn za izdelavo pehotnega orožja pod upravo francoske vlade. V njej je prišla na svetlo puška, imenovana Lebel Model 1886, glavno orožje francoske pehote med prvo svetovno vojno.

## Zanimivosti
- cerkev sv. Jakoba iz 11. stoletja, vmesna postaja na romarski poti Via Turonensis v Santiago de Compostelo.

## Znanh prebivaleev
- Clément Janequin (* 1485 – † 1558)
- René Descartes (* 1596 – † 1650)
- Christiane Martel (* 1932)
- Jean-Pierre Thiollet (* 1956)

## Pobratena mesta
- Castellón de la Plana (Španija),
- Comté de Kent (New Brunswick, Kanada),
- Corby (Anglija, Združeno kraljestvo),
- Hamilton (Škotska, Združeno kraljestvo),
- Kaya (Burkina Faso),
- Piła (Poljska),
- Velbert (Nemčija).